# Ennada deustata
Ennada deustata är en fjärilsart som beskrevs av Felder 1875. Ennada deustata ingår i släktet Ennada och familjen mätare. Inga underarter finns listade i Catalogue of Life.